# Jacky Peeters
Jacky Peeters (Bree, 13 december 1969) is een Belgisch voormalig betaald voetballer die speelde als verdediger voor onder meer KAA Gent, KRC Genk en het Duitse DSC Arminia Bielefeld. Zijn positie was meestal die van rechtsachter. 

## Carrière
Peeters begon z'n carrière bij de jeugd van SK Lozen. Tussen 1990 en 1994 speelde hij bij KVV Overpelt Fabriek, waarna hij naar KRC Genk vertrok. Daar speelde hij van 1994 tot 1998, dikwijls als basisspeler, wat hem een transfer opleverde naar het Duitse DSC Arminia Bielefeld, waar hij twee goede seizoenen kende.
Toch keerde hij in 2000 terug naar de Belgische Eerste Klasse naar AA Gent. Hij zou er vier seizoenen blijven. Het seizoen 2004/05 begon hij bij AA Gent, maar na vier wedstrijden trok hij naar de toenmalige tweedeklasser K. Beringen-Heusden-Zolder, waar hij twee seizoenen zou spelen.
Toen Heusden-Zolder failliet ging, was hij zonder ploeg. In maart 2006 trok Patro Eisden hem aan als speler, om bij het begin van het seizoen 2007/08 de functie van assistent-coach in te vullen.

## Rode Duivels
Peeters debuteerde als Rode Duivel op 4 september 1999 in de legendarische wedstrijd tegen Nederland die op 5-5 eindigde. Zijn hoogtepunten als Rode Duivel waren tijdens het WK van 2002 in Japan. Zijn laatste interland was op 21 augustus 2002 tegen Polen. Hij speelde 17 keer voor de Rode Duivels.

## Erelijst
Arminia Bielefeld
- 2. Bundesliga

1999
1 De Wilde ·
2 Deflandre ·
3 Valgaeren ·
4 Staelens  ·
5 Clement ·
6 Vanderhaeghe ·
7 Wilmots ·
8 Goor ·
9 É. Mpenza ·
10 Strupar ·
11 Verheyen ·
12 De Vlieger ·
13 Herpoel ·
14 Walem ·
15 Peeters ·
16 Nilis ·
17 Léonard ·
18 Van Kerckhoven ·
19 Van Meir ·
20 De Bilde ·
21 M. Mpenza ·
22 Hendrikx ·
Coach: Waseige
1 De Vlieger ·
2 Deflandre ·
3 De Boeck ·
4 Van Meir ·
5 Van Kerckhoven ·
6 Simons ·
7 Wilmots  ·
8 Goor ·
9 Sonck ·
10 Walem ·
11 Verheyen ·
12 Van der Heyden ·
13 Vandendriessche ·
14 Vermant ·
15 Peeters ·
16 Van Buyten ·
17 Englebert ·
18 Vanderhaeghe ·
19 Thijs ·
20 Strupar ·
21 Boffin ·
22 Mpenza ·
23 Herpoel ·
Coach: Waseige